# Metimepip
Metimepip je histaminski agonist koji je visoko selektivan za H3 receptor. On je N-metil derivat imepipa.